# Шкорпија (сазвежђе)
Шкорпија (лат. Scorpius) је једно од сазвежђа зодијака, са знаком , а позиционирано је између Ваге на западу и Стрелца на истоку. Велика је констелација на јужној полулопти, близу средишта Млечног пута.

### Звезде
Сазвежђе Шкорпија садржи многе сјајне звезде: 
- Антарес (α Шкорпије), црвени див магнитуде +1,0, удаљен 650 светлосних година и 11,000 пута сјајнији од Сунца
- (β1 Шкорпије), двострука звезда са компонентама сјаја +2,6 и +4,9 магнитуда, удаљена 530 светлосних година
- (δ Шкорпије), магнитуде +2,3, удаљена 400 светлосних година
- (θ Шкорпије), трећа звезда по сјају у Шкорпији, удаљена 270 светлосних година и магнитуде +1,9
- (λ Шкорпије), друга звезда по сјају, има магнитуду +1,6. Шаула је плави див удаљен око 700 светлосних година.

Остале значајније звезде су ν Шкорпије, ξ Шкорпије, π Шкорпије, σ Шкорпије, τ Шкорпије и υ Шкорпије.

### Значајни објекти
Због близине средишта Млечног пута, сазвежђе је богато галактичким објектима. Посебно се истичу збијена звездана јата М6 и М7, као и расејана звездана јата М4, поред Антареса и М80. На јужном крају сазвежђа, поред звезде ζ² Шкорпиона, налази се отворени скуп NGC 6231.

### Митологија
Шкорпија, од свих сазвежђа, највише подсећа на животињу у свом називу. Према грчкој митологији, сазвежђе одговара шкорпији које је послала богиња Хера да убије ловца Ориона. Иако се сазвежђа Шкорпија и Орион налазе у истом миту, они су на небу готово на насупротним деловима небеске сфере. Говори се да су их богови тако сместили ради избегавања њиховог међусобног контакта.